# Астиаг
Астиаг (Иштувегу) — царь Мидии в 585 — 550 до н. э. Астиаг также считался царем Умманмандов

## Биография
Геродот в своей «Истории» рассказывает, что Астиаг был сыном Киаксара, от брака с дочерью царя Лидии Алиатта Ариенис. Таким образом лидийский царь Крез являлся его шурином. Стал царём после смерти своего отца и правил согласно Геродоту 35 лет. Он был отцом Манданы, выданной замуж за Камбиса I, и поэтому приходился дедом персидскому правителю Киру II Великому, который сверг его.
Астиаг, несомненно, тождественен Иштумегу, имя которого упоминается в двух клинописных текстах, написанных на аккадском языке. Оба текста являются современными источниками правления Астиага. Это, во-первых, знаменитая строительная надпись на Сиппарском цилиндре Набонида (документ известный в литературе как «Текст о вещем сне Набонида»), а, во-вторых, одна из вавилонских хроник, так называемая «Хроника Набонида—Кира» (ABC 7). Оба текста рассказывают о покорении мидийцев Киром II Великим и персами:

«В начале моего (Набонида) царствования боги послали мне сон: Мардук, великий господин, и Син, свет неба и земли, стояли по обе стороны. Мардук сказал мне: „Набонид, царь вавилонский, доставь кирпичи, отстрой Эхулхул и дай Сину, великому господину поселиться там“. Благоговейно сказал я Мардуку, владыке богов: „Храм на который ты указываешь мне, окружает Умман Манда (то есть Мидия) и многочисленны войска их“. Мардук ответил мне: „Умман-Манды, о которых ты говоришь, больше не существует, ни его земли, ни царей, его помощников“. Когда наступил третий год (имеется в виду третий год правления Набонида, то есть 553 год до н. э.) они навели на него войну, и Кир, царь Аншана, его юный слуга, рассеял со своими немногочисленными силами полчища Умман-Манда. Иштувегу, царя Умман-Манды, взял он в плен и отправил в свою страну».— Текст о вещем сне Набонида

«[Шестой год Набонида (550/549 год до н. э.): Иштувегу (Астиаг)] собрал (свою армию) и выступил против Кира, царя Аншана, для завоевания […] Армия восстала против Иштувегу, и он был взят в плен. Она [передала его] Киру. ([…]) Кир <двинулся> в Экбатану, царский город. Серебро, золото, товары, собственность, […] которые он унёс в качестве добычи (из) Экбатаны, он отвез в Аншан. Товары (и) имущество армии […]».— Хроника Набонида (ABC 7)
Поскольку это событие можно уверенно отнести к 550 году до н. э., то, пойдя на определённый риск и использовав Геродотовскую хронологию, мы можем сказать, что на мидийский престол Астиаг взошёл около 585 года до н. э.

### Астиаг, Манданна и Кир
Рассказ Геродота (а также и во многом его повторяющего Юстина) об Астиаге, его дочери Мандане, рождении и юности его внука Кира носит довольно сказочный характер. Видимо он основан легендарных преданиях Гарпагидов из Ликии (потомков мидийского военачальника Гарпага), услышанные и записанные Геродотом, при посещении этой области. Согласно этим преданиям, однажды Астиагу приснилось, будто из живота его дочери Манданы стала расти виноградная лоза. Лоза эта заполнила всю Мидию, а потом и всю Азию. Астиаг созвал магов — жрецов, умевших толковать сны. По словам магов, сын дочери царя ещё при жизни Астиага захватит и Мидию, и Азию. Тогда Астиаг выдал дочь замуж за перса Камбиса. Ведь никто из персов не мог стать мидийским царём. Но когда у дочери родился сын, Астиаг испугался. Он позвал своего главного вельможу Гарпага, отдал ему ребёнка и приказал убить его. Гарпаг боялся ослушаться царя, но не хотел совершать недоброе дело. Гарпаг отдал царского внука пастуху, чтобы тот убил его у себя в горах, и пригрозил прислать стражников, которым пастух должен показать мёртвого ребёнка. Когда пастух вернулся домой, то узнал, что жена родила мёртвого сына. Увидев младенца, он решил показать стражникам мертворождённого, а того, которого нужно было убить, оставить у себя.
Когда мальчику исполнилось десять лет, он однажды во время игры с детьми был избран царём. Но сын одного знатного мидийца отказался повиноваться ему, и Кир наказал его побоями. Отец этого мальчика пожаловался Астиагу, что его раб бьёт детей царских сановников. Кир был приведён для наказания к Астиагу, у которого сразу возникли подозрения, что перед ним его внук, так как он заметил в нём черты фамильного сходства. И действительно, допросив под угрозой пыток пастуха, Астиаг узнал правду. Тогда он жестоко наказал Гарпага: пригласил его на обед и тайно угостил мясом его же собственного сына, сверстника Кира. Затем Астиаг снова обратился к магам с вопросом, грозит ли ему ещё опасность со стороны внука. Те ответили, что предсказание уже сбылось, поскольку Кир был избран царём во время игры с детьми, и поэтому больше бояться его не надо. Тогда Астиаг успокоился и отослал внука в Персию к его родителям.

### Восстание персов против Мидии
В 553 году до н. э., согласно надписи Набонида (3-й год правления Набонида), против Астиага  выступил Кир. Геродот и Ктесий называют войну персов с мидянами восстанием, успех которого (особенно по Геродоту) в значительной мере был обусловлен существованием в Мидии партии, недовольной Астиагом, и изменой. Согласно Геродоту, причиной войны между двумя этими царствами послужил заговор знатного мидийца Гарпага, которому, как уже говорилось выше, Астиаг нанёс жестокую обиду. Он сумел привлечь на свою сторону многих знатных мидийцев, недовольных суровым правлением Астиага, а затем подговорил Кира поднять восстание. Вот как это описывает Геродот:

«Гарпаг понимал, что один он, будучи простым гражданином, не может отомстить Астиагу. Поэтому, видя, что Кир уже подрастает, Гарпаг выбрал юношу в союзники, так как Кир ведь претерпел одинаковые с ним несчастья. Сперва Гарпаг поступил так: он завязал отношения со всеми знатными мидянами, побуждая их свергнуть царя (Астиаг ведь был суровым владыкой мидян) и поставить царём Кира. Когда Гарпагу удалось склонить [знать] на свою сторону и все было готово, он решил сообщить свой замысел Киру. Кир же находился в Персии, и так как все дороги охранялись, а иным путем нельзя было передать весть, то Гарпаг придумал вот какую хитрость. Он искусно приготовил зайца, а именно распорол ему живот, не повредив шкуры, и затем вложил туда грамоту, в которой объяснил свой замысел. Потом он снова зашил живот зайца и послал зверя в Персию с одним из самых преданных слуг, дав ему охотничью сеть, как охотнику. На словах же он велел передать, чтобы Кир вскрыл [живот] зайца собственноручно и без свидетелей».
О заговоре Гарпага против Астиага также говорят Юстин и Полиен, которые в основном повторяют рассказ Геродота. У Николая Дамасского, опиравшегося на не сохранившийся труд Ктесия, мы находим перса Оибара в этой роли. «Хроника Набонида» также связывает победу персов с изменой мидийской армии Астиагу, хотя и не приводит имени командующего этой армией. Судя по тому, что Гарпаг и его потомки получили ряд привилегий и занимали высокие руководящие посты в Персидском государстве, этот рассказ Геродота не лишён исторической основы.
Война между мидянами и персами длилась три года (553—550 года до н. э.) и была очень напряжённой. Сначала удача вроде бы была на стороне мидийской армии. Астиаг сумел изначально разбить персов в нескольких сражениях и подступить к их столице Пасаргадам, как об этом говорит Николай Дамасский. Однако тут мидяне потерпели жесточайшее поражение, а Астиаг был взят в плен. Юстин это передаёт так:

«Астиаг, забыв о своей вине перед Гарпагом, поручил ему верховное начальствование в этой войне. Гарпаг же, как только принял войско, немедленно передался Киру и своим вероломством отомстил царю за его жестокость. Как только Астиаг услышал об этом, он немедленно отовсюду стянул к себе на помощь войска и сам повел их в Персию. Немедленно завязав сражение, он в то же время выстраивает часть войска в тылу сражающихся и приказывает: тех, кто побежит с поля сражения, гнать мечами на врагов, причём предупреждает своих, что если они не победят, то позади себя найдут не менее храбрых противников, чем перед собой. Пусть решают, которую из боевых линий им лучше прорвать, эту ли при бегстве, или ту при наступлении. Необходимость сражаться вдохнула в войско Астиага неимоверную храбрость. Когда под его напором персы стали мало-помалу отступать, навстречу им выбегают их матери и жены. Они умоляют воинов вернуться в сражение. Так как те медлят, то они, поднимая одежды и показывая детородные части, спрашивают, уж не хотят ли они укрыться в утробах своих жен и матерей. Смущенные такими позорными упреками, персы снова идут в бой и своим натиском обращают в бегство тех, от кого бежали. В этом сражении Астиаг был взят в плен».
Согласно Геродоту, Кир не причинил Астиагу никакого зла, но держал при себе до самой его кончины. Юстин добавляет, что Кир поставил деда во главе многочисленного племени гирканов, так как возвратиться в Мидию Астиаг сам не пожелал. Согласно Ктесию, чей рассказ об Астиаге в целом очень ненадёжен, он был убит слугой Кира Эбаром (Оибаром) без ведома царя, когда его доставляли к царскому двору из Баркании (видимо, та же Гиркания), где он, предположительно, был сатрапом в то же время:

«Затем Кир послал в Персию евнуха Петисака, который имел на него огромное влияние, доставить Астига от барканиев, потому что и он и Амитида желали его видеть. Эбар посоветовал Петисаку бросить Астига в пустынном месте умирать от голода и жажды; что он и сделал. Но преступление было выявлено посредством сна, и Петисак по настоятельной просьбе Амитиды был отдан ей Киром для наказания. Она приказала вырвать ему глаза, содрала кожу с живого, а затем распяла. Эбар, опасаясь страданий от таких же наказаний, хотя Кир заверил его, что не допустит такого, за десять дней заморил себя голодом до смерти. Астигу были оказаны великолепные похороны; его тело в пустыне оставалось нетронутым, а львы охраняли его, пока Петисак не вернулся забрать его».
Древние источники почти ничего не сообщают о царствовании Астиага, и окончательное суждение о его характере невозможно, поскольку отрицательный рассказ Геродота (Астиаг представлен как жестокий и деспотичный правитель) и благоприятный рассказ Ктесия оба предвзяты. «Киропедия» Ксенофонта изображает его добрым старым правителем, преданным своему внуку Киру, но эта работа рассматривается как вымысел и содержит многочисленные исторические неточности, которые делают её ненадежным источником.
Как бы там ни было, со смертью Астиага Мидийское царство прекратило своё существование.

| Династия мидийских царей |                                                       |                                             |
| Предшественник: Киаксар  | мидийский царь около 585—550 до н. э. (правил 35 лет) | Преемник: подчинение Мидии Киром II Великим |